# Natuurpark Serra de Montsant

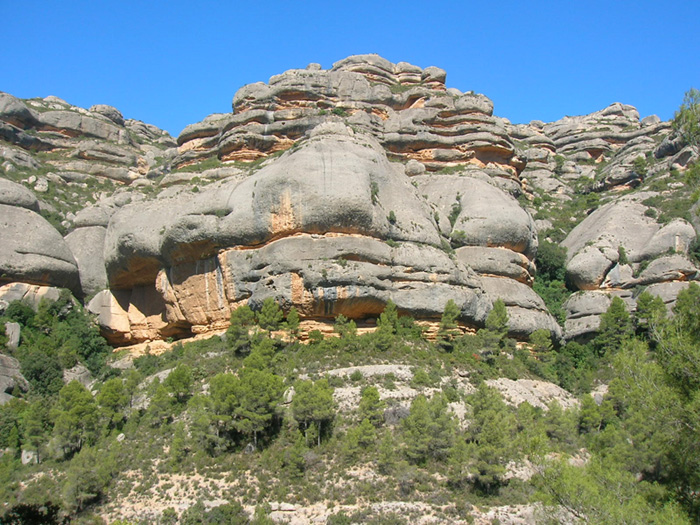

Het Natuurpark  Serra de Montsant (Catalaans: Parc Natural de la Serra de Montsant/Spaans: Parque natural de la Sierra de Montsant) is een natuurpark in Catalonië in Spanje. Het natuurpark werd opgericht in 2002 en is 11755,82 hectare groot. Het natuurpark omvat bergen, rotsformaties en bossen.